# سیاست در اندونزی
سیاست اندونزی در چارچوب یک جمهوری دموکراسی نیابتی ریاست جمهوری صورت می‌گیرد که به موجب آن رئیس‌جمهور اندونزی هم رئیس کشور و هم رئیس حکومت و یک نظام چندحزبی است. قدرت اجرایی توسط دولت اعمال می‌شود. قدرت قانونگذاری هم به دولت و هم در دو شورای نمایندگان خلق واگذار شده‌است. دستگاه قضایی مستقل از دستگاه اجرایی و قوه مقننه است.

## قانون اساسی اندونزی
قانون اساسی اندونزی
این قانون، با نام «قانون اساسی جمهوری اندونزی» در ۱۸ اوت ۱۹۴۵، در اواخر جنگ جهانی دوم که اندونزی زیر فرمان ژاپن بود، به تصویب رسید و پس از مدتی با افزوده شدن اصلاحاتی به آن در زمان احمد سوکارنو به اجرا درآمد. این قانون اساسی از ۳۷ اصل تشکیل شده‌است.

## رئیس‌جمهور اندونزی
رئیس‌جمهور اندونزی
رئیس‌جمهور اندونزی رئیس کشور و رئیس حکومت جمهوری اندونزی است. رئیس‌جمهور قوه مجریه حکومت اندونزی را اداره می‌کند و فرمانده کل قوا نیروهای ملی مسلح اندونزی است. در سال ۲۰۱۴، جوکو ویدودو هفتمین رئیس‌جمهور اندونزی شد. دوره ریاست جمهوری ۵ سال است و این پست در ۱۸ اوت ۱۹۴۵ به وجود آمد. رئیس جهور با رأی مستقیم مردم انتخاب می‌شود.

## شاخهٔ اجرایی
حزب دموکراتیک مبارزه اندونزی
یک حزب سیاسی در اندونزی است که در سال ۱۹۹۹ توسط مگاواتی سوکارنوپوتری تأسیس شد. مگاواتی در سال ۱۹۹۶ توسط سوهارتو رئیس‌جمهور وقت، از حزب دموکراتیک اندونزی اخراج شد و سپس این حزب را بنیان نهاد. این حزب گرایش چپ میانه مبتنی بر ایدئولوژی پانچاسیلا دارد و از سال ۲۰۱۴ اکثریت نسبی مجلس اندونزی را در اختیار دارد و جوکو ویدودو، رئیس‌جمهور اندونزی، از این حزب است.

## احزاب سیاسی و انتخابات
کمیسیون عمومی انتخابات (KPU) دستگاهی است که مسئول انتخابات پارلمانی و ریاست جمهوری است. ماده 22E (5) قانون اساسی تصریح می‌کند که این کمیسیون ملی، دائمی و مستقل است. پیش از انتخابات ۲۰۰۴، KPU از اعضایی تشکیل شده بود که عضو احزاب سیاسی نیز بودند. با این حال، اعضای KPU اکنون باید غیر حزبی باشند.

## انتخابات
انتخابات سراسری سال۲۰۱۹ اندونزی
در ۱۷ آوریل ۲۰۱۹ در اندونزی برگزار شد تا مجلس خلق اندونزی و ریاست جمهوری با آرای سراسری انتخاب شوند. در این انتخابات جوکو ویدودو مجدداً برای ریاست جمهوری انتخاب شد و حزب دموکراتیک مبارزه اندونزی اکثریت نسبی کرسی‌های مجلس را به دست آورد.و

## روابط خارجی
روابط خارجی اندونزی
از زمان استقلال اندونزی، این کشور در رابطه با روابط خارجی خود به ایده سیاست خارجی آزاد و فعال پیوست و به دنبال آن در زمینه امور منطقه‌ای با توجه به موقعیت مکانی نقش مهمی ایفا کرد اما از دخالت در اختلافات میان قدرت‌های بزرگ اجتناب ورزید. سیاست خارجی اندونزی تحت نظم حکومت جدید با رهبری رئیس‌جمهور سوهارتو از موضع ضد غرب و ضد آمریکایی دوری ورزید. پس از خروج سوهارتو در سال ۱۹۹۸، دولت اندونزی طرح‌های گسترده‌ای از سیاست خارجی مستقل و معتبر سوهارتو را حفظ نموده‌است. درگیر شدن با مشکلات داخلی مانع از سفر رئیس‌جمهورهای منتخب به خارج و مشارکت اندونزی در بسیاری از سازمان‌های بین‌المللی گشته‌است.
روابط اندونزی با جامعه بین‌الملل به دلیل حمله این کشور به تیمور شرقی در دسامبر ۱۹۷۵، انزوای بعد از آن و اشغال، رفراندوم استقلال در سال ۱۹۹۹ و خشونت بعد از آن تحت تأثیر قرار گرفت. اندونزی یکی از اعضای بنیانگذار انجمن ملل آسیای جنوب شرقی (ASEAN) است که در سال ۱۹۶۷ تأسیس شده و همچنین بزرگترین کشور در آسیای جنوب شرقی می‌باشد. پس از تحول رژیم سوهارتو اندونزی به یک کشور نسبتاً باز و دموکراتیک در قرن بیست و یکم تبدیل گشته‌است. امروزه اندونزی از طریق رهبری خود در سازمان کشورهای آسیای شرقی، نفوذ خود را برای ارتقای همکاری، توسعه، دموکراسی، امنیت و صلح و ثبات منطقه اعمال می‌کند.

## همکاری با سازمان‌های بین‌المللی
- سازمان همکاری‌های اقتصادی آسیا–پاسفیک
- بانک توسعه آسیایی
- انجمن ملل آسیای جنوب شرقی
- طرح کلمبو
- فائو
- گروه پانزده
- گروه ۲۰
- گروه ۷۷
- آژانس بین‌المللی انرژی اتمی
- بانک بین‌المللی بازسازی و توسعه
- سازمان بین‌المللی هوانوردی غیرنظامی
- اتاق بازرگانی بین‌المللی
- نهضت بین‌المللی صلیب سرخ و هلال احمر
- انجمن توسعه بین‌الملل
- بانک توسعه اسلامی
- صندوق بین‌المللی توسعه کشاورزی
- مؤسسه مالی بین‌المللی
- سازمان آب‌نگاری بین‌المللی
- سازمان بین‌المللی کار
- صندوق بین‌المللی پول
- سازمان بین‌المللی دریانوردی
- سازمان بین‌المللی ماهواره‌های تلفنی
- اینتل‌ست
- پلیس بین‌الملل
- کمیته بین‌المللی المپیک
- سازمان بین‌المللی مهاجرت (ناظر)
- سازمان بین‌المللی استانداردسازی
- اتحادیه بین‌المللی مخابرات
- جنبش عدم تعهد
- سازمان همکاری اسلامی
- سازمان منع سلاح‌های شیمیایی
- اوپک
- سازمان ملل متحد
- آنکتاد
- یونسکو
- سازمان توسعه صنعتی ملل متحد
- نیروهای حافظ صلح سازمان ملل مستقر در لبنان
- سازمان جهانی گردشگری
- اتحادیه جهانی پست
- سازمان جهانی گمرک
- سازمان جهانی بهداشت
- سازمان جهانی مالکیت فکری
- سازمان جهانی هواشناسی
- سازمان تجارت جهانی